# Louriza Tronco
Louriza Tronco (Winnipeg, 21 ottobre 1993) è un'attrice e cantante canadese.
È nota per il suo ruolo da protagonista come Jodi Mappa nella commedia musicale di Nickelodeon, Make It Pop e per aver interpretato Yuki nel film Disney, Zapped. Ha anche interpretato Andrea nel film Notte al museo - Il segreto del faraone.

## Biografia
Tronco è nata e cresciuta a Winnipeg, Manitoba, in Canada, i genitori erano immigrati filippini. All'età di cinque anni ha iniziato a recitare in un'accademia di arti teatrali. All'età di otto anni, si è esibita nella produzione di Rainbow Stage di Joseph and the Amazing Technicolor Dreamcoat come parte del coro di bambini. All'età di 18 anni, si è diplomata al liceo e ha frequentato il Canadian College of Performing Arts a Victoria, nella British Columbia. Mentre frequentava il college sei giorni alla settimana, si recava a Vancouver per alcune audizioni.

## Carriera
Dopo essersi trasferita a Vancouver ha proseguito la sua carriera a tempo pieno. Ha ottenuto la sua prima parte come ospite nella serie TV The CW, Cult nel 2013. È apparsa nel film di Disney Channel, Zapped. Ha anche interpretato Jodi Mappa in Make It Pop. Ha fatto anche una piccola comparsa nel film Notte al museo - Il segreto del faraone al fianco di Ben Stiller e Robin Williams. Dal 2019 interpreta Gabrielle Dupres nella serie TV Netflix, The Order.

## Filmografia

### Cinema
- The Unauthorized Saved by the Bell Story, regia di Jason Lapeyre (2014)
- Tutti i cani dei miei ex, regia di Terry Ingram (2014)
- Notte al museo - Il segreto del faraone, regia di Shawn Levy (2014)
- My Life as a Dead Girl, regia di Penelope Buitenhuis (2015)
- Badge of Honor, regia di Agustin (2014)
- No One Would Tell, regia di Noel Nosseck (2018)
- Road to Christmas, regia di Allan Harmon (2018)

### Serie televisive
- Cult – serie TV (2013)
- Zapped - La nuova vita di Zoey (Zapped), regia di Peter DeLuise – film TV (2014)
- Ties That Bind – serie TV (2015)
- Make It Pop – serie TV (2015-2016)
- The Other Kingdom – serie TV (2016)
- Spiral – serie TV (2017)
- Supergirl – serie TV (2019)
- Mystery 101, regia di Blair Hayes (2019)
- Rachel – serie TV (2018)
- The Order – serie TV (2019-in corso)
- The imperfects – serie TV (2022)

## Doppiatrici italiane
Nelle versioni in italiano delle opere in cui ha recitato, Louriza Tronco è stata doppiata da:
- Francesca Zavaglia in Zapped - La nuova vita di Zoey
- Annalisa Longo in Make it Pop
- Letizia Ciampa in The Order